# Jennie Bimson
Jennie Bimson (Wordsley, 13 de octubre de 1976) es una exjugadora británica de hockey sobre césped.

## Trayectoria
Bimson participó con su selección en el Mundial de Utrecht 1998. En 2002 jugó el Champions Trophy de Macao y el Mundial de Perth, donde terminó tercera en su grupo y no pudo clasificar a la fase final. En 2003 participó en el Champions Trophy de Sídney. En 2006 disputó el Mundial de Madrid, donde terminó tercera de su grupo, por detrás de Países Bajos y España. Tuvo su primera participación olímpica en los Juegos Olímpicos de Pekín 2008. En el torneo quedó tercera en su grupo y no avanzó a la fase final.